# Industrie (archeologie)

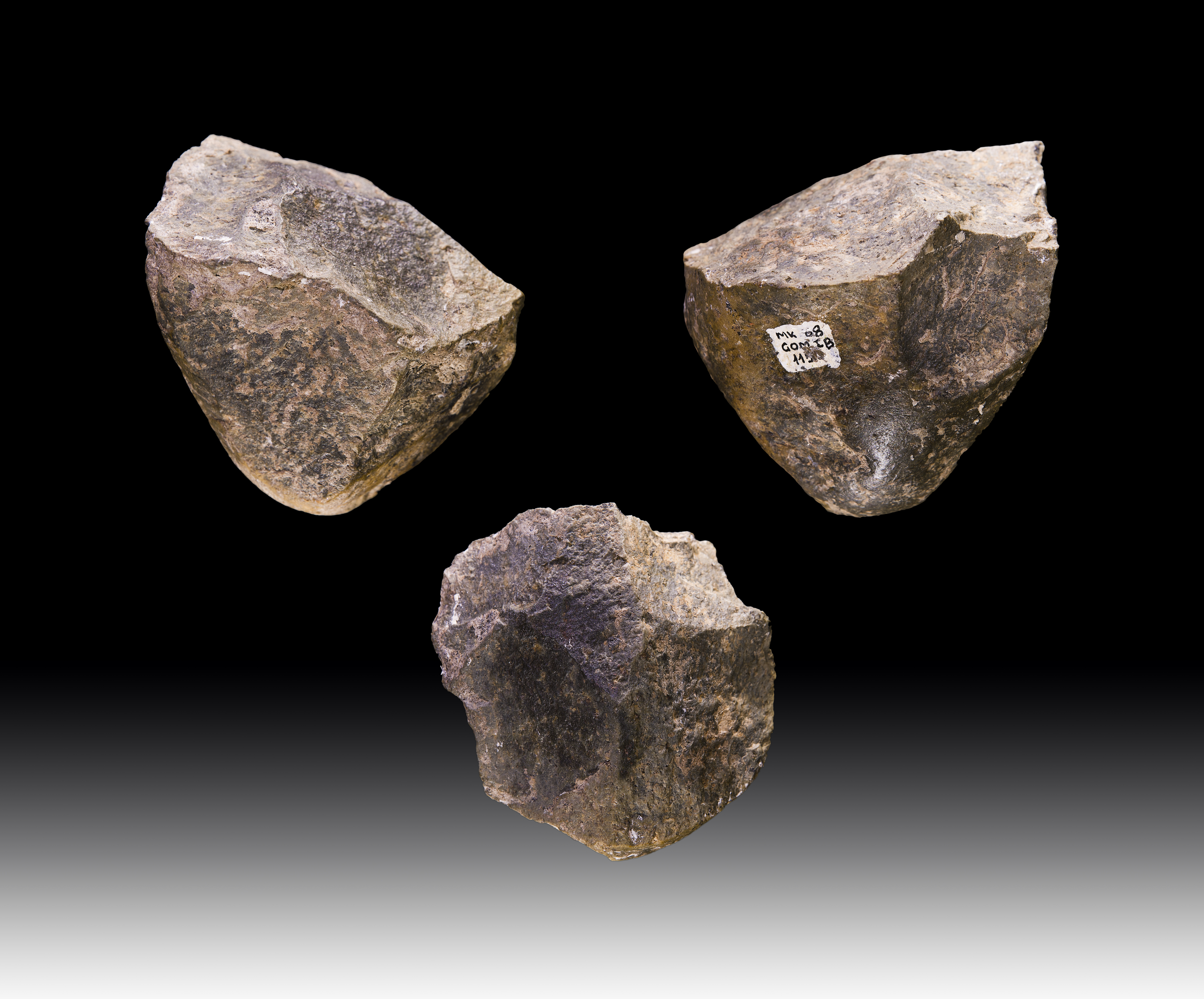
Oldowan choppers van 1,7 miljoen jaar BP, van Melka Kunture, Ethiopië.

Een industrie of ensemble is een verzameling van assemblages – groepen van artefacten die in dezelfde archeologische context worden gevonden – met dezelfde technologische of morfologische kenmerken. Als er sprake is van verschillende stijlen, maar de artefacten wel afkomstig zijn uit een duidelijk afgebakende periode en gevonden in een begrensd gebied uit een duidelijk afgebakende periode en begrensd gebied, dan wordt gesproken over een archeologische cultuur.
Bekende lithische industrieën zijn het Oldowan, Acheuléen en Moustérien en deze bestaan uit stenen werktuigen. De eerste artefacten zullen waarschijnlijk houten werktuigen zijn geweest, maar door hun vergankelijkheid is hiervan niets teruggevonden. De oudste vondsten van stenen werktuigen dateren mogelijk van zo’n 2,6 miljoen jaar geleden, waarmee het begin van het Vroegpaleolithicum is gedefinieerd. Daarmee zou Australopithecus garhi de eerste mensachtige zijn geweest die gebruik maakte van stenen werktuigen, al wordt dit ook gedacht van Homo habilis, niet voor niets de handige mens genoemd. Hoewel lange tijd werd gedacht dat de Oldowan-industrie de vroegste vorm van stenen werktuigen was, lijken vondsten bij Lomekwi in Kenia erop te wijzen dat hier al 3,3 miljoen jaar geleden sprake van was. Dit zou betekenen dat techniek niet slechts voorbehouden was aan het geslacht Homo. Op enig moment werd niet alleen gebruikgemaakt van stenen, maar werden deze bewerkt om ze beter geschikt te maken voor hun functie. Daarmee werd ook de waarde vergroot, zodat deze mogelijk minder snel werden weggegooid.